# Calodesma rubricincta
Calodesma rubricincta là một loài bướm đêm thuộc phân họ Arctiinae, họ Erebidae.